# Пржевальский уезд
Пржевальский уезд — административно-территориальная единица Семиреченской области Туркестанского генерал-губернаторства.

## История
Пржевальский уезд был образован в 1867 году.

## Административное деление
В 1906 году состоял из двух участков: Пржевальского и Атбашинского.
В состав Пржевальского участка входили две крестьянских волости:
- Пржевальская
- Сазановская

Одна дунганская волость:
- Марийнская

Одиннадцать киргизских  волостей:
- Джетыогузовская
- Заукинская
- Кенсуйская
- Кунгей-Аксуйская
- Курмектинская
- Семизбельская
- Тонская
- Турайгырская
- Тургенская
- Тюпская
- Улахольская
- Старшинство сарт калмаков

В состав Атбашинского участка входили две крестьянских волости
Две торговые слободки:
- Атбашинская
- Нарынская

Рядом с Нарынской слободкой находится укрепление Нарынское и 10 киргизских  волостей:
- Аджинская
- Борукчинская
- Джуванарыкская
- Исенгуловская
- Нарынская
- Он-Арчинская
- Саяковская
- Чаштюбинская
- Чоринская
- Шаркратминская[1]